# Aurelio Díaz
Aurelio Heriberto Díaz (n. Villa Berthet, 3 de agosto de 1950) es un albañil y político argentino, perteneciente al Partido Obrero (PO) que ocupó entre 2017 y 2021 una banca en la Cámara de Diputados de la Provincia del Chaco, siendo elegido en 2017 por el Frente de Izquierda y de los Trabajadores (FIT).

## Trayectoria
Díaz nació en Villa Berthet, Chaco, el 3 de agosto de 1950, hijo de un guardabosques, siendo el primer hijo de su familia. Su tío abuelo, José Bandeo, fue vicegobernador del Chaco entre 1958 y 1962, elegido en fórmula con Anselmo Zoilo Duca, de la Unión Cívica Radical Intransigente (UCRI). En la década de 1960, siendo joven se interesó por el marxismo y comenzó su militancia política en la Federación Juvenil Comunista durante la última etapa de la dictadura militar autodenominada Revolución Argentina, por lo que la mayor parte de su militancia inicial fue clandestina. Inicialmente estuvo muy influenciado por la revolución cubana, la guerra de Vietnam y, a nivel local, el Cordobazo de 1969.
Como militante del Partido Comunista, fue candidato a gobernador por la alianza Izquierda Unida en las elecciones provinciales de 1999, obteniendo 3.354 votos, que representaron el 0.73% del total de sufragios válidamente emitidos y lo ubicaron en tercer y último lugar.
Más tarde abandonó el Partido Comunista y se unió al Partido Obrero (PO), encabezando su lista para diputados provinciales en las elecciones de 2011, 2013, y 2015 sin lograr resultar electo, pero logrando consagrar al partido como la tercera fuerza de la provincia detrás del bipartidismo tradicional entre el Partido Justicialista y la Unión Cívica Radical. En los comicios de 2017, el PO logró su mejor resultado en el Chaco al obtener el 5.75% en toda la provincia, superando la barrera proscriptiva para acceder a una banca en la cámara. Díaz resultó de este modo electo y asumió su cargo el 10 de diciembre. Al momento de prestar juramento, cuestionó el mismo como una postura "hipócrita"  y acabó jurando "en contra de esta forma de jurar".

## Nota
1. ↑  Por lo general, la pregunta de rigor que se le formula al jurante es si presta su juramento "por Dios y por la Patria, sobre estos Santos Evangelios" (acción controvertida, ya que en la propia Biblia se cita que "está prohibido jurar 'por Dios'"), debiendo el jurante responder con un "Sí, Juro!" Colocando la mano derecha por encima de un ejemplar de La Biblia. Más allá de ello, existen otras formas tomar juramento, como hacerlo "por la Patria y el Honor personal" del jurante, sobre un ejemplar de la Constitución.